# 流星 (韓國電視劇)
《流星》，為韓國tvN於2022年4月22日起播出的金土連續劇，由《那個男人的記憶法》、《來魔女食堂吧》的李秀賢導演與新人編劇崔英宇合作打造。此劇講述看似光鮮亮麗、就像天上的星星一樣發光發熱的明星們，背後有多少人付出了血汗淚的故事。
美國、歐洲、中東、大洋洲、印度等地由Rakuten Viki播映，台灣由愛奇藝國際版上線，香港由Viu上線。全球播映由Netflix上線。

## 演員陣容

### 主要人物
| 演員   | 角色   | 介紹 | 台灣配音                | 香港配音 |
| 李聖經 | 吳寒星 | 「星力娛樂」宣傳組組長 32歲，具有與眾不同的口才以及卓越的危機應變能力。是孔泰成小一屆的大學後輩，兩人曾以校園情侶形象為母校拍攝期刊宣傳，因而被謠傳為孔泰成的前女友。暗戀孔泰成，但因為身份而無法表白。孔泰成的女朋友。    | 張乃文                  | 顧詠雪   |
| 金永大 | 孔泰星 | 「星力娛樂」招牌頂級明星演員 29歲，以天使般燦爛的笑容、彬彬有禮、端正形象，深受大眾喜愛。喜歡吳寒星，並且展開追求，告白成功後和吳韓星在一起。吳寒星的男朋友。                                                              | 王辰驊 （少年：江欣怡） | 簡懷甄   |
| 尹鐘焄 | 江有星 | 「星力娛樂」經紀一組組長→「星力娛樂」理事 36歲，與孔泰成關係親近，也是宋智熙、白多慧的經紀人。外表溫暖、舉止文雅、聰明伶俐。人氣不輸藝人，常被誤認為演員。對朴浩英十分照顧，後來才意識到自己喜歡朴浩英。後與朴浩英在一起。 | 李世揚                  | 陳成港   |
| 金允慧 | 朴浩英 | 「星力娛樂」經紀二組組長→「星力娛樂」經紀一組組長 29歲，張碩宇、姜時德的經紀人。曾是跆拳道運動員和保鏢，擁有運動員的容貌和語氣。暗戀江有星許久才鼓起勇氣告白。後與江有星 在一起。                                          | 李昀晴                  | 廖杏茵   |
| 朴素珍 | 曹喜悅 | 「溫星日報」演藝部記者 31歲，和吳韓星、朴浩英是閨蜜，一個性格相當憤世嫉俗的事實轟炸機，常常處於快被局長逼瘋的狀態，喜歡都秀赫。                                                                                            | 連思宇                  | 馮詠恩   |
| 李正信 | 都秀赫 | 「星力娛樂」顧問律師 32歲，以精緻外表、快狠準的行事風格著稱，喜愛朝九晚六的生活。媽媽是法律學系教授，並據傳家境富裕，當律師只是興趣。曾經喜歡吳韓星，後來與曹喜悅成為戀人。                                                | 李世揚                  | 黃尉斯   |

### 星力娛樂
| 演員   | 角色   | 介紹 | 台灣配音 | 香港配音 |
| 河道權 | 崔志勳 | 「星力娛樂」理事 51歲，是韓時宇第一個經紀人。曾在孔泰成最需要幫助的時候，協助他成為演員。後辭職陪韓時宇到美國治療。 | 梁興昌   | 周倚天   |
| 張姬領 | 白多慧 | 「星力娛樂」經紀一組所屬演員 27歲，有國民初戀、廣告女王的稱號，同時也是孔泰成的狂熱粉絲。當年在孔泰成的見面會上被姜有星發掘。當孔泰成被不實緋聞纏身時從始至終相信著他，並主動提出與孔泰成合作拍的新劇可以先都拍她的部分。         | 李昀晴   | 何凱怡   |
| 陳浩恩 | 卞正烈 | 「星力娛樂」經紀一組新人 26歲，手腳笨拙但做事態度十分積極，曾經擔任救護車駕駛員，因此駕駛技術一流，而成為孔泰成新經紀人。與洪寶仁交往，因為交往對象在宣傳組工作，而經常到宣傳組幫忙。                                             | 何志威   | 黃榮璋   |
| 李承協 | 姜時德 | 「星力娛樂」經紀二組新人演員 藝名朴浩英幫取為姜有星，23歲，來自慶尚道大邱「時德湯飯」的淳樸誠實青年，在被朴浩英發掘後迎來第二人。酒量不好，說話有口音，後經勤奮練習改掉。暗戀朴浩英，但因為知道朴浩英喜歡姜有星而隱藏自己的心意。 | 賴緯     | 馮瀚輝   |
| 申炫承 | 尹宰賢 | 「星力娛樂」經紀一組所屬演員 23歲，從很早開始就夢想成為演員的三年練習生，出道前就以男友照出名，兼備外貌和誠實的態度。是出道後首部作品對手演員秦尤娜的戀人。後秦尤娜懷孕並與她結婚。                                               | 楊士賢   | 陳漢祺   |
| 鄭智安 | 金美女 | 「星力娛樂」宣傳組代理 30歲，工作能力強，是吳寒星的得力助手，總是最快聽到各種謠言和消息的。 | 連思宇   | 石梓晴   |
| 尹相貞 | 蔡恩秀 | 「星力娛樂」宣傳組組員 27歲，吳寒星同部門的同事。不知道是不是職業病，會用新聞標題的方式來敘述所有事情的情況。 | 連宓均   | 成樂怡   |
| 權韓率 | 洪寶仁 | 「星力娛樂」宣傳組老么 25歲，思想跳躍、個性活潑，也是孔泰成的粉絲。名字本身就很有文宣組的血，現在仍是有很多失誤的新進職員，卞正烈女友。名字發音像是宣傳人的韓語                                                                   | 林佳蓉   | 楊婉潼   |
| 張道河 | 張碩宇 | 「星力娛樂」經紀二組所屬演員 每次拍作品都會傳出緋聞的花心演員，華麗的戀愛時常讓所屬組長朴浩英陷入困境，也讓宣傳組組長吳寒星相當頭痛。                                                                                             | 萬家宏   | 梁皓翔   |
| 林尚均 | 李允雨 | 「星力娛樂」所屬演員 吳寒星的摯友，和孔泰成從練習生時期就是好朋友，也在相近的時間先後出道，後因抑鬱症自殺。 | 賴緯     | 潘昀雋   |
| 尹泳玟 |        | 「星力娛樂」的辦公室經理 都秀赫的得力助手。 |          | 陳凱婷   |

### DS演藝
| 演員   | 角色   | 介紹 | 台灣配音 | 香港配音 |
| 金大坤 | 韓大洙 | 「DS演藝」代表 36歲，前「星力娛樂」經紀人，後來自行成立「DS演藝」公司，但私下與姜有星的交情仍然很好。非常看重吳寒星的能力，十分想挖角她，所以每當有事情發生時，也都會向吳寒星尋求建議。                             | 何志威   | 鄧燦陽   |
| 李詩宇 | 秦尤娜 | 「DS演藝」新人演員 自認為是千金大小姐，一點也不謙虛、目中無人，但也十分直接表明自己的想法。是出道後首部作品對手演員尹宰賢的戀人。後懷孕並與尹宰賢結婚。                                                             | 連思宇   | 黎皓宜   |
| 李韓益 | 姜敏奎 | 「DS演藝」所屬經紀人 孔泰成的前經紀人，但與孔泰成相處並不和睦，轉而跳槽至韓大洙的「DS演藝」公司，成為秦尤娜的經紀人，並且在黑粉論壇匿名上傳孔泰成和恩時宇的緋聞照片，以為允雨報仇的名義詆毀孔泰成，後被韓大洙開除。 | 梁興昌   | 潘昀雋   |
| 俊Q    | 申振宇 | 「DS演藝」主要演員 與韓大洙一起從「星力娛樂」離開，加入韓大洙成立的「DS演藝」公司。 | 賴緯     |          |

### 其他人物
| 演員   | 角色       | 介紹 | 台灣配音 | 香港配音 |
| 許圭   | 尤桂農     | 51歲，前「星力娛樂」本部長、李允雨的經紀人。離開「星力娛樂」後創立「Organic Bar」有機吧，吳寒星、朴浩英和曹喜悅是店內的常客，因此時常聽她們分享心事。但對允雨的死感到自責，同時對孔泰成感到不滿，曾寄過恐嚇信件給孔泰成，並在其黑粉論壇發文詆毀。 | 賴緯     | 張振熙   |
| 蘇熙靜 | 權明喜     | 負責孔泰成家的家政阿姨，看似性格溫柔，是孔泰成少數信任的人之一，實際上卻是為了報復而來的拆遷暴發戶私生飯。 | 連思宇   | 姜嘉蕾   |
| 李周元 | 楊影基     | 47歲，「溫星日報」局長、曹喜悅的上司，經常刁難曹喜悅。 | 梁興昌   | 羅偉亮   |
| 俞健宇 | 朴韓碩     | 電視劇《星星世界》導演。 | 梁興昌   | 梁皓翔   |
| 尹英敏 | 李海民     | 都秀赫「Biho」律師事務所事務長。 | 連宓均   | 陳凱婷   |
| 吳振錫 | 佑錫       | 曹喜悅採訪的演員。 |          | 張振熙   |
| 徐明燦 | 老演員     | 找吳韓星資詢該拍哪部劇集的演員。 |          | 羅偉亮   |
| 崔文京 | 記者       | 採訪孔泰成的記者。 |          | 何凱怡   |
| 玉珠里 | 餐廳老闆娘 | 尹宰賢和尤娜用餐的老闆娘。 |          | 陳凱婷   |
| 申勝龍 | 廣告導演   | 為尹宰賢和尤娜拍攝廣告的導演。 |          | 羅偉亮   |
| 白種元 | 白種元     | 出現在都秀赫播放的影片中。 |          | 羅偉亮   |

### 特別出演[4]
| 演員   | 角色   | 介紹 | 台灣配音 | 香港配音 |
| 尹炳熙 |        | 非洲海外志願服務團幹事。 | 賴緯     | 羅偉亮   |
| 朴正民 | 朴很好 | 吳寒星的相親對象。 | 梁興昌   | 馮瀚輝   |
| 徐宜淑 | 宋銀心 | 「星力娛樂」旗下中堅演員。曾因卞正烈拿用過的影印紙給她印劇本而大發雷霆。擁有強烈的領袖氣質，讓「星力娛樂」的經紀人們不知所措。 | 連思宇   | 羅婉楓   |
| 金施宇 |        | 廣告贊助商的兒子，是白多慧的粉絲。 |          | N／A     |
| 金瑟琪 | Happy  | 活潑形象的女明星，口頭禪是「Happy～Happy～」，卻被曹喜悅發現私下是會抽菸、用詞不雅的女孩。 | 連宓均   | 王綺婷   |
| 李己雨 | 安俊浩 | 原是銀行主任，被浩英挖角成為「星力娛樂」旗下演員，容易因過度入戲而導致身體虛弱。 | 何志威   | 郭俊廷   |
| 姜基棟 | 東俊   | 安俊浩的經紀人，因長時間和演員在一起也跟著一起衰弱的經紀人。 | 賴緯     | 張振熙   |
| 張基龍 | 申周賢 | 30歲，當紅明星，是孔泰成的強勁對手。 |          | 黃榮璋   |
| 崔志宇 | 韓時宇 | 孔泰成的媽媽，本名「金福順」，90年代受到全國人民喜愛的頂級明星。首次獲得「法國Noble電影節」最佳女主角獎的亞洲演員，被稱為「傳說中的女演員」。因為為了顧及演藝事業，對外隱瞞自己已生小孩，在泰成有困難時不幫助他。因為自己的記憶正在慢慢不見，想在全部忘記之前向孔泰成道歉，最後向泰成坦白當時的情況不允許，所以她才無法幫助他。 | 詹雅菁   | 陳雪瑩   |
| 李尚禹 | 韓承日 | 43歲，「星力娛樂」旗下頂級演員，個性十分難搞。 | 賴緯     | 蔡威賢   |
| 蔡鍾協 | 閒俞振 | 優秀的階梯型成長演員，喜歡撩撥女記者們，常讓對方產生誤會。 | 賴緯     |          |
| 吳義植 | 車珉豪 | 「一天演藝新聞」演藝部記者、曹喜悅的前男友。 | 何志威   | 袁德基   |
| 宋智孝 | 宋智熙 | 以前所未有的態度接受採訪的人氣演員。 | 李昀晴   |          |
| 文佳煐 | 呂夏珍 | 孔泰成前官方女友，和李政勳主播公開戀愛的頂級女演員。 | 連宓均   | 謝穎茵   |
| 金東旭 | 李政勳 | 和呂夏珍公開戀愛的新聞主播。 | 李世揚   | 周倚天   |
| 秦基周 | 金真慶 | 「今日娛樂」室長，負責藝人白志秀的經紀業務。 | 詹雅菁   | 石梓晴   |
| 李相燁 | 都志赫 | 都秀赫的哥哥，將與白志秀結婚的檢察官。 | 賴緯     | 杜景煜   |
| 奉太奎 | 成宇宙 | 「星宇宙娛樂」代表。 | 何志威   | 郭湛深   |
| 嚴基俊 | 尹長碩 | 「星宇宙娛樂」旗下頂級演員。 | 李世揚   | 郭俊廷   |

## 原聲帶
- Part.1（發行日期：2022年4月22日）

| 曲序 | 曲目                   | 演唱               | 时长 |
| ---- | ---------------------- | ------------------ | ---- |
| 1.   | Shooting Star          | 南優鉉（INFINITE） | 3:27 |
| 2.   | Shooting Star（Inst.） |                    | 3:27 |

- Part.2（發行日期：2022年4月29日）

| 曲序 | 曲目                | 演唱   | 时长 |
| ---- | ------------------- | ------ | ---- |
| 1.   | How I Feel          | 金在奐 | 3:30 |
| 2.   | How I Feel（Inst.） |        | 3:30 |

- Part.3（發行日期：2022年5月7日）

| 曲序 | 曲目                                                     | 演唱                 | 时长 |
| ---- | -------------------------------------------------------- | -------------------- | ---- |
| 1.   | My secret, My everything（그렇게 넌 나의 비밀이 되었고） | Sondia、Vincent Blue | 4:11 |
| 2.   | My secret, My everything（Inst.）                        |                      | 4:11 |

- Part.4（發行日期：2022年5月21日）

| 曲序 | 曲目                              | 演唱                 | 时长 |
| ---- | --------------------------------- | -------------------- | ---- |
| 1.   | Departure from a Country（출국）  | 圭賢（Super Junior） | 4:17 |
| 2.   | Departure from a Country（Inst.） |                      | 4:17 |

- Part.5（發行日期：2022年6月3日）

| 曲序 | 曲目                   | 演唱        | 时长 |
| ---- | ---------------------- | ----------- | ---- |
| 1.   | Won’t give up          | Choi Yu Ree | 3:49 |
| 2.   | Won’t give up（Inst.） |             | 3:49 |

## 收視率
| 集數       | 播出日期   | 標題                         | AGB收視率        | AGB收視率      |
| 集數       | 播出日期   | 標題                         | 大韓民國（全國） | 首爾（首都圈） |
| ---------- | ---------- | ---------------------------- | ---------------- | -------------- |
| 1          | 2022/04/22 | 世界上最沒用的事             | 1.632%           | 1.676%         |
| 2          | 2022/04/23 | 流星們的戰爭                 | 1.792%           | 1.886%         |
| 3          | 2022/04/29 | 痛嗎？我也痛！               | 1.497%           | 1.676%         |
| 4          | 2022/04/30 | 噓!!!不能招惹他們！          | 1.534%           | 1.617%         |
| 5          | 2022/05/06 | 傳聞.你相信的事              | 1.452%           | 1.506%         |
| 6          | 2022/05/07 | 戲劇性                       | 1.415%           | 1.555%         |
| 7          | 2022/05/13 | 如果我告白的話…我喜歡你      | 1.284%           | 1.303%         |
| 8          | 2022/05/14 | 接吻的公式                   | 1.636%           | 1.854%         |
| 9          | 2022/05/20 | 明星的戀人                   | 1.462%           | 1.585%         |
| 10         | 2022/05/21 | 星途末路                     | 1.335%           |                |
| 11         | 2022/05/27 | 注意！不要被善良的面孔所欺騙 | 1.177%           | 1.310%         |
| 12         | 2022/05/28 | 謠言的謠言的謠言             | 1.163%           |                |
| 13         | 2022/06/03 | 認識的人                     | 1.343%           | 1.732%         |
| 14         | 2022/06/04 | 如果我當時……                 | 1.263%           |                |
| 15         | 2022/06/10 | 你的一切                     | 1.296%           | 1.526%         |
| 16         | 2022/06/11 | 為明星善後的各行各色的人們   | 1.453%           | 1.477%         |
| 平均收視率 | 平均收視率 | 平均收視率                   | 1.421%           | －             |

- 收視最低的集數以藍色表示，收視最高的集數以紅色表示，而空格則表示該集的收視沒有相關數據。

## 記事
- 該劇的海外播映權原計劃於愛奇藝作為原創影集在海外獨家播出[6]，由於資金困難等問題[7]，最終放棄此部劇的全球獨家播映權。
- 演員申炫承、李詩宇、林成均繼2021年網路劇《今天開始契約戀愛》後，三人再次合作。

## 外部連結
- 韓國tvN官方網站
- NAVER上《流星》的資料
- Daum上《流星》的資料

| tvN 金土劇                                      | tvN 金土劇 | tvN 金土劇 |
| ----------------------------------------------- | --- | ---------- |
|                                                 | （2022年4月22日－2022年6月11日）                                                                                |            |
| Bad and Crazy （2021年12月17日－2022年1月28日） | O'PENing （週五） （2022年6月17日－2022年8月5日） 我只是還沒有全力以赴 （週六） （2022年6月18日－2022年8月3日） |            |

| 臺灣 衛視中文台 星期一至五 21:00 - 22:00                           | 臺灣 衛視中文台 星期一至五 21:00 - 22:00             | 臺灣 衛視中文台 星期一至五 21:00 - 22:00             |
| ------------------------------------------------------------------ | ---------------------------------------------------- | ---------------------------------------------------- |
|                                                                    | 流星 （2022年9月14日－2022年10月14日）               |                                                      |
| 焦急羅曼史 （2022年8月25日－2022年9月13日）                        | 魔幻時刻 Showtime （2022年10月17日－2022年11月21日） |                                                      |
| 臺灣 星衛娛樂台 星期一至五 20:00 - 20:50 · 10月4日起 19:10 - 20:00 |                                                      |                                                      |
| 焦急羅曼史 （2022年8月26日－2022年9月14日）                        | 流星 （2022年9月15日－2022年10月17日）               | 魔幻時刻 Showtime （2022年10月18日－2022年11月22日） |

| 香港 Viu 星期一至五 21:00 - 22:00                 | 香港 Viu 星期一至五 21:00 - 22:00           | 香港 Viu 星期一至五 21:00 - 22:00              |
| ------------------------------------------------- | ------------------------------------------- | ---------------------------------------------- |
|                                                   | 流星 （2022年12月13日－2023年1月11日）      |                                                |
| 軍檢察官多伯曼 （2022年11月10日－2022年12月12日） | 魔咒的戀人 （2023年1月12日－2023年2月10日） |                                                |
| 香港 ViuTV 星期一至五 20:30－21:30                |                                             |                                                |
| 依法相愛吧 （2023年7月3日－2023年8月1日）         | 流星 （2023年8月2日－2023年8月31日）        | 財閥家的小兒子 （2023年9月1日－2023年10月6日） |